# Berger du Languedoc
Der Berger du Languedoc (frz. für Schäferhund des Languedoc) ein französischer Hundetyp, der in Südfrankreich vor allem als Treibhund verwendet wird.

## Herkunft und Geschichtliches
Hunde dieses Typs waren in Südfrankreich sehr verbreitet, je nach Gegend hatten sie unterschiedliche Bezeichnungen, wie Berger de Camargue, Berger de la Crau (Rhône), Berger des Cévennes (Cevennen). Die Hirten verwendeten ihn zum Treiben ihrer Schafherden. Einige dieser Typen sind vermutlich ausgestorben, schon aus dem Grund, dass die Schafherden viel weniger geworden sind. Der französische kynologische Dachverband SCC hat 2009 den Anerkennungsprozess für die Varietät Berger de la Crau eingeleitet und geht davon aus, dass es von diesem Typ noch einige Hundert lebende Hunde geben soll.
Der Berger du Languedoc ist möglicherweise auch ein Vorfahre des Bouvier des Flandres.

## Beschreibung
Im Vergleich zu anderen französischen Schäferhunden ist er kleiner, 41 bis 51 cm. Das Haar ist kurz bis mäßig lang, zottelig, in unterschiedlichen Farbschattierungen von fahlgelb bis schwarz-lohfarben. Wie beim Berger des Pyrénées Face Rase  ist bei allen Schlägen das Gesicht kurzhaarig.